# The Herbaliser
The Herbaliser — группа, играющая музыку в стилях jazz, hip-hop и funk.

## Описание
Музыкальный коллектив был сформирован в начале 90-х годов в Англии при участии Джейка (Jake Wherry) и диджея,
скретчмастера и Олли Тиба (Ollie Teeba, настоящее имя Oliver Lawrence Trattles).
В настоящее время выпускаются на собственном лейбле Department H.
Ранее были одними из самых известных исполнителей, выпускающиеся на независимом британском лейбле звукозаписи Ninja Tune,
также выпускались на !K7 Records.
Всего The Herbaliser выпустили 11 пластинок, в том числе два диджейских микса:
один для серии Ninja Tune’s Solid Steel, а другой для онлайн-серии Fabric’s Live Mix.
Ollie Teeba также является участником проекта Soundsci совместно с Jonny Cuba (Dynamic Syncopation),
Audessey (ex-Mass Influence), U-George (The Hemisphere) и Oxygen (Sputnick Brown).
Джейк Вэрри также записал сольный трек, под именем The Meateaters, выпущенный на лейбле Parisian Big Cheese
и работал совместно с The Propheteers.

## История возникновения
Джейк Верри вырос на юго-западе Лондона и в подростковом возрасте играл на гитаре и басу в ряде джаз, фанк и рок-групп. В это время он встретил Патрика Карпентера (Patrick Carpenter) иначе PC. Позднее через него познакомился с DJ Food, одним из диджеев Ninja Tune, и через него узнал про лейбл. Олли Тиба начал карьеру диджея в 15 лет и уже год спустя сыграл свои первые живые сеты лондонским зрителям.

Верри и Тиба встретились несколько лет спустя на студии Верри Traintrax, и начали записываться вместе, при сотрудничестве с DJ Malachi, Kaidi Tatham из «Bugz in the Attic» и Ralph Lamb из Easy Access Orchestra. В связи с отсутствием подходящих рэперов, они разработали джазовый инструментальный стиль хип-хопа. Свои записи они передали боссам Ninja Tune Мэтту Блэку и Джонатану Мору из Coldcut и вскоре после этого подписали контракт.

Вдохновленный фанк-группами предыдущих десятилетий, Джейк Верри решил не просто выступать с вертушками, а в турне часть участников из семи различных групп, которые включали Tatham, Lamb, Эндрю Росса, Мику Муди младшего и ударника Патрика Доеса.
За время своего развития они получили доступ к приглашенными вокалистами для выступления на своих записях, в том числе What? What? (он же Jean Grae), Roots Manuva, MF Doom, Seaming To, Rakaa Iriscience из Dilated Peoples, Blade, Phi Life Cypher, Bahamadia Dream Warriors и Insight.

Впоследствии пара нанималась для создания музыки, для таких, как Motorola, саундтреков к фильму Гая Ричи «Snatch» и игры «Tony Hawk’s Underground» на PlayStation 2. Они были также уполномочены написать тему для прайм-тайма NFL ESPN шоу «Sunday Night Football».

Группа также делала музыку для таких исполнителей, как T.Love и Princess Superstar, и ремиксы для таких артистов, как DJ Food, Raw Stylus, Push Button Objects, Jaffa и товарищей по лейблу Coldcut при создании «Atomic Moog», который достиг первого места в чарте синглов Великобритании.

В 2009 году группа выпустила свой второй концертный альбом «Session Two». Он был записан на студии The Easy Access Orchestra’s и замиксован на студии Jake’s Train Trax.

## Дискография

### Альбомы

#### как The Herbaliser
- 1995 — Remedies (Ninja Tune)
- 1997 — Blow Your Headphones (Ninja Tune)
- 1999 — Very Mercenary (Ninja Tune)
- 2002 — Something Wicked this Way Comes (Ninja Tune)
- 2003 — Solid Steel Presents Herbal Blend (Ninja Tune)
- 2005 — Take London (Ninja Tune)
- 2008 — Can’t Help This Feeling
  - Same as It Never Was (!K7 Records)
- 2012 — There where seven (Department H)

#### как The Herbaliser Band
- 2000 — Session One (live band instrumental album, under the name The Herbaliser Band)
- 2009 — Session Two (!K7 Records)

### Музыкальные сборники
- 2003 — Solid Steel Presents Herbal Blend (Ninja Tune)
- 2006 — FabricLive.26 (Fabric)
- 2010 — Herbal Tonic (Ninja Tune)

### EPs
- 1995 — The Real Killer/Blow It EP
  - Repetive Loop/Scratchy Noise EP
- 1996 — The Flawed Hip-Hop EP
- 1997 — New & Improved/Control Centre
  - The Blend EP
- 1998 — Wall Crawling Giant Insect Breaks EP
- 1999 — Road Of Many Signs/Moon Sequence EP
  - Missing Suitcase EP
  - 8 Point Agenda/Who’s Really The Reallest? EP
  - Good Girl Gone Bad EP
  - Time 2 Build EP

### Video
- A Real Killer (5:41)
- The Blend (4:47)
- Goldrush (5:56)
- THE LOST BOY (4:09) — single from an album «There Were Seven»

## Музыкальные коллективы, играющие в похожем стиле
The Cinematic Orchestra, Mr. Scruff, Xploding Plastix, Kid Koala, DJ Vadim